# Lucien Claes
Lucien Johannes Claes (Zwijndrecht, 13 juni 1923 - 13 november 1994) was een Belgisch worstelaar.

## Levensloop
Claes nam deel aan de aan de Olympische Zomerspelen van 1952 te Helsinki in de gewichtscategorie -62kg in de Grieks-Romeinse stijl.